# Diadia missionsstation

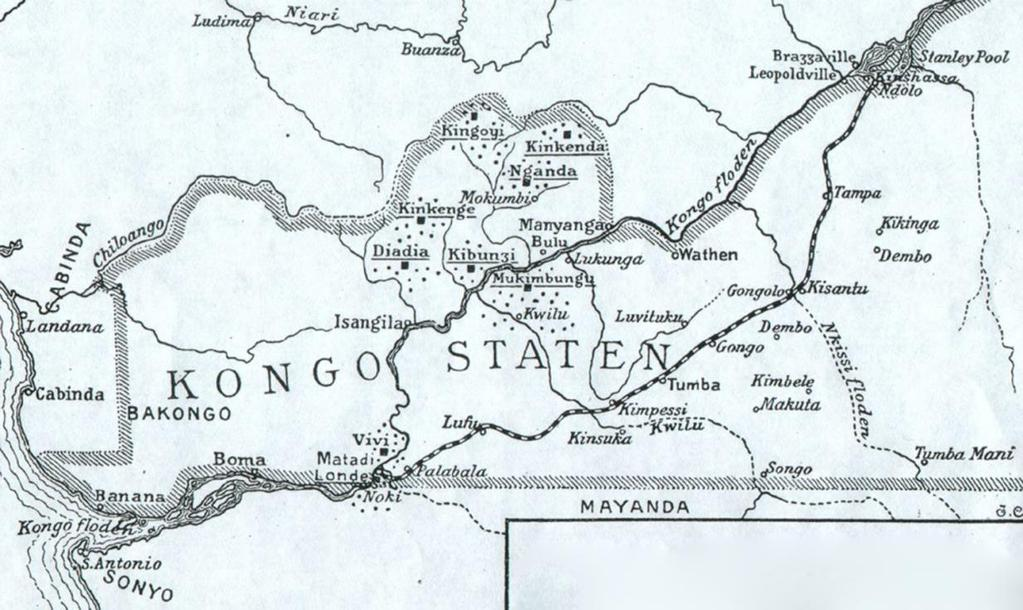
Svenska kongomissionens stationer i Nedre Kongo inklusive Diadia.

Diadia missionsstation var en svensk missionsstation som låg norr om Kongofloden i anslutning till byn Diadia i provinsen Kongo-Central i Demokratiska republiken Kongo.

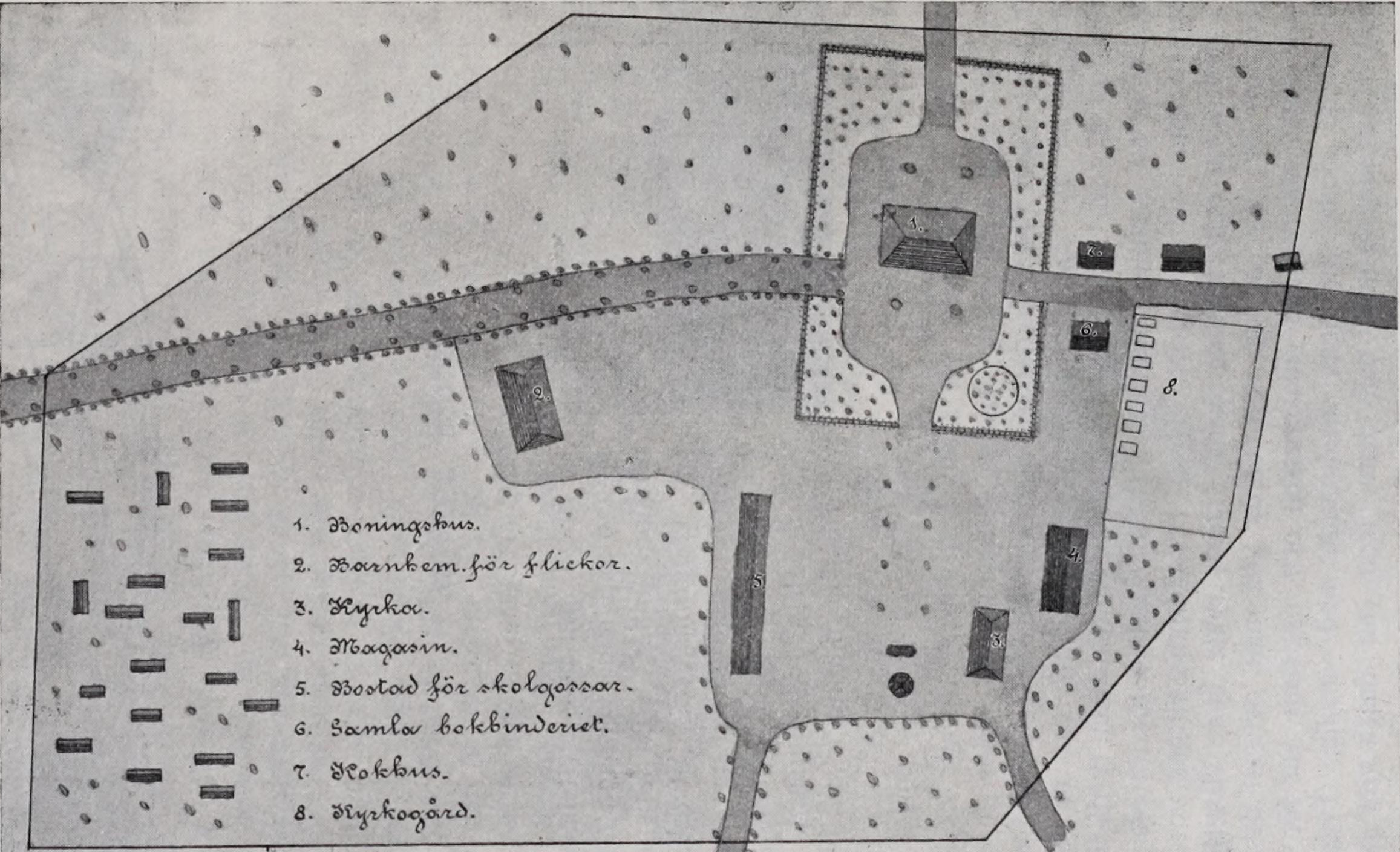
Plan över stationen Diadia. 1 Boningshus, 2 Barnhem för flickor, 3 Kyrka, 4 Magasin, 5 Bostad för skolgossar, 6 Gamla bokbinderiet, 7 Skolhus, 8 Kyrkogård.

Missionsstationen grundades 1888 av Karl Johan Pettersson och Henning Skarp från Svenska Missionsförbundet (SMF) som en del av den Svenska kongomissionen. Det var den tredje missionsstationen som grundades efter Mukimbungu och Kibunzi. Vid denna tid var Nedre Kongo en del av Kongofristaten. Stationen låg 20 kilometer väster om Kibunzi och 35 kilometer väster om Mukumbungu.
Den blev förhållandevis kortvarig och lades ner 1906 på grund av ohälsosamt klimat.

## Stationen grundas

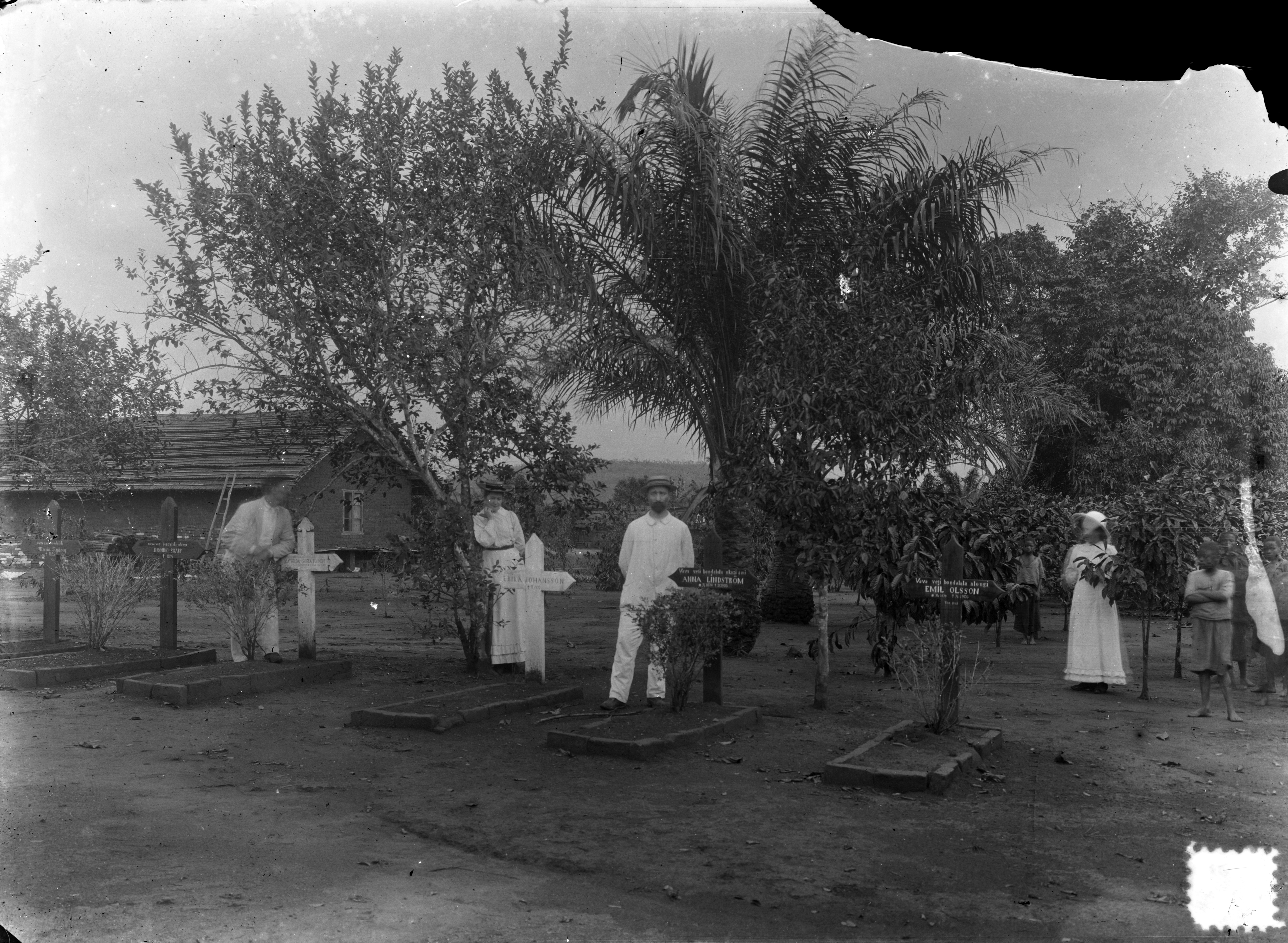
Kyrkogården vid Diadia 1905. Gravar för missionärerna Maria Nyberg, Henning Skarp, Mathilda Sofia Flodén, Erika Johansson, Anna Lindström och Emil Olsson.

Platsen för stationen var en slätt omgiven av höjder. K. J. Pettersson och Skarp kom till platsen den 8 augusti 1888. De första gräs- och lerhusen uppfördes av Skarp och Josef Wilhelm Håkansson. Även Per Olof Wirén var delaktig i uppbyggandet. Förutom själva boningshuset lät de bygga magasin, kokhus, sjöbod, gosshus och mindre skol- och predikolokaler. Snart visade det sig att platsen var besvärlig då lätt sjukdomar spreds. Sömnsjukan var vanlig, liksom malaria.
Missionärerna besökte byarna i närområdet och så småningom kunde en församling bildas. De utbildade lokala evangelister och 1891 anlades den första utstationen Mbanza Nsanga. Fler utstationer med lokala evangelister och lokala skolor följde. Missionärerna friköpte även flickor och 1896 kunde ett flickhem öppnas på stationen.

## Nedläggningen
Dödstalen var höga bland de som vistades vid stationen. Många missionärer insjuknade och blev tvungna att byta till stationer med mer hälsosamma förhållanden eller resa hem. Flickhemmet lades ner 1903 eftersom sömnsjukan där skördade så många offer. På grund av den stora dödligheten hos såväl vita missionärer som lokalbefolkningen lades stationen ner 1906.

## Missionärer som var verksamma vid Diadia
Förutom redan nämnda missionärer var även Magnus Rangström, Wilhelm Sjöholm, Jöns Larsson, Svante August Flodén, Carl Johan Lindström och Edvard Karlman verksamma vid Diadia. De som dog och vilar på kyrkogården är Clara Strömberg, Maria Nyberg, Henning Skarp, Mathilda Flodén, Erika Johansson, Anna Lindström, Emil Olsson, Hanna Ceder och Jöns Larssons dotter Rut.